# Wallmerod (Verbandsgemeinde)
Wallmerod est une Verbandsgemeinde (collectivité territoriale) de l'arrondissement de Westerwald dans la Rhénanie-Palatinat en Allemagne. Le siège de cette Verbandsgemeinde est dans la ville de Wallmerod.
La Verbandsgemeinde de Wallmerod consiste en cette liste d'Ortsgemeinden (municipalités locales) :

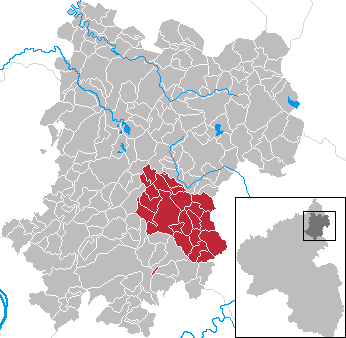
Localisation de la Verbandsgemeinde de Wallmerod dans l'arrondissement de Westerwald

| 1. Arnshöfen 2. Berod bei Wallmerod 3. Bilkheim 4. Dreikirchen 5. Elbingen 6. Ettinghausen 7. Hahn am See 8. Herschbach (Oberwesterwald) 9. Hundsangen 10. Kuhnhöfen 11. Mähren | 1. Meudt 2. Molsberg 3. Niederahr 4. Oberahr 5. Obererbach 6. Salz 7. Steinefrenz 8. Wallmerod 9. Weroth 10. Zehnhausen bei Wallmerod |